# Biologia DIY

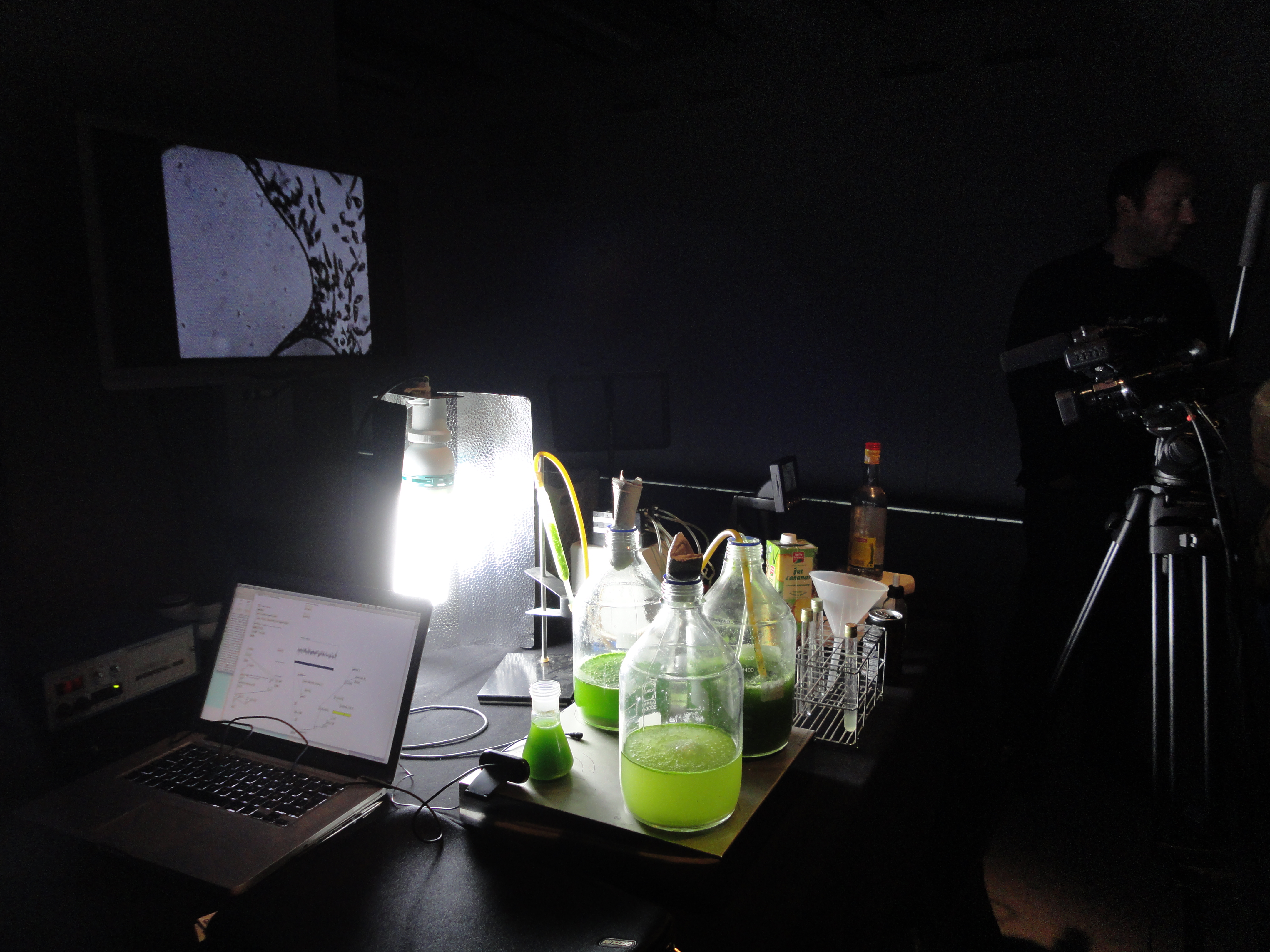
Instalação artística de biologia DIY que utiliza protistas do género Euglena, Paris, 2012

A Biologia DIY, DIYBio, biologia de garagem (em referência aos começos da revolução informática) ou biohacking é um movimento internacional de ciência cidadã que trata de criar uma versão acessível e distribuída da biologia, através de soluções tecnológicas de baixo custo, e maioritariamente ao exterior dos meios convencionais da biologia (a universidade e as empresas de biotecnologia). A diferença da biologia institucional, muitos dos praticantes de biologia DIY não possuem uma formação académica nesta ciência senão que adquirem suas noções e a praticam graças ao apoio da comunidade.

## História
O aparecimento do movimento de biologia DIY durante a segunda metade de anos 2000 tem sido possível graças a vários factores. Um deles é o desenvolvimento de uma rede de hackerspaces, onde a partir de 2005 se começaram a realizar experimentos demonstrativos de técnicas biotecnológicas em Estados Unidos. Agora bem, não foi até o período entre 2008 e 2010 em que a biologia DIY começou a se desvincular da biotecnologia corporativista e de competições académicas como iGEM até chegar a se diversificar e internacionalizar-se. Os laboratórios de biologia DIY estão presentes em pelo menos 21 países no mundo, sem contar com os indivíduos ou outro tipo de organismos que a praticam. Os principais laboratórios estão concentrados em América do Norte e Europa, ainda que também existem na Ásia.
Também se destaca o abaratamento nos últimos anos do material de laboratório para realizar experiências de biologia bem como a possibilidade de criação de alternativas de baixo custo ou de recuperar material usado de laboratórios profissionais e académicos. Neste sentido, a biologia DIY utiliza as possibilidades do movimento de código aberto, através de internet, para a transmissão de informação sobre métodos e materiais de laboratório. As analogias entre a informática e os sistemas vivos são muito frequentes neste movimento, ainda que estas poderiam se revelar como limitadas ao cabo do tempo já que a complexidade da vida é muito superior à da informática.

## Biohacking
Os praticantes da biologia DIY são comumente chamados biohackers, o qual implica uma adesão à filosofia hacker além da intenção de modificar os sistemas vivos com o objectivo de explorar suas capacidades ou inclusive de criar novas funções. Práticas comuns neste movimento são o DNA Barcoding (análise de marcadores genéticos para identificar uma espécie), a fabricação de material de laboratório de baixo custo para estudar a vida e o cultivo de microorganismos não patogénicos para obter seus produtos. Cabe destacar que a manipulação genética de seres vivos bem como a leitura de ADN humano estão sujeitas a regulação na maioria de países do mundo, e são muito poucos os laboratórios de biologia DIY que possuem uma licença do estado para realizar tais operações (ainda que a leitura de ADN não-humano costuma ser legal). Na prática, os objectivos de tais experimentos poderiam ser a busca de novos aplicativos tecnológicos dos organismos vivos, a biorremediação, a investigação fundamental em biologia e inclusive a divulgação de técnicas de biotecnologia. Por último, o bioarte também incorpora técnicas que podem ser qualificadas como biologia DIY.
Em 2011, as redes de laboratórios de biologia DIY de Europa e Estados Unidos criaram documentos para tentar estabelecer um código ético que regule as suas atividades, segundo os quais os pesquisadores se comprometem a seguir as regras de segurança de laboratório bem como a respeitar todos os sistemas biológicos e a reconhecer a responsabilidade de suas acções. Assim mesmo, a biologia DIY deveria ser utilizada unicamente com fins pacíficos.
Os movimentos grinder (modificação corporal destinada a aumentar as capacidades sensoriais do ser humano) e transhumanista também se apropriaram do termo biohacker, que entendem como a experimentação biológica sobre um mesmo por médio de diferentes implantes electrónicos e de novos modos de alimentação. No entanto, a maioria de laboratórios de biologia DIY tende a desvincular destas correntes ideológicas por causa dos riscos sobre a saúde humana que estas poderiam implicar.

## Críticas e controvérsias
O movimento de biologia DIY, ao igual que a biologia sintética, tem sido o objeto de numerosos artigos de imprensa nos que se utilizam argumentos como a síndrome de Frankenstein para criar um estado de alarme ao redor dele, o associando ao bioterrorismo. Em realidade os principais laboratórios de biologia DIY são vigiados pelas agências do estado de diferentes países para assegurar-se que suas actividades não apresentam nenhum perigo, e às vezes chegam a colaborar com elas. Por exemplo, em 2012 o FBI organizou uma conferência sobre Biologia DIY e Segurança em Califórnia, Estados Unidos, à qual assistiram representantes dos principais laboratórios estadounidenses. No entanto, os riscos que apresenta este tipo de ciência são relativamente baixos.
Em junho de 2013 o laboratório estadounidense BioCurious propôs um projecto na plataforma de financiamento participativo Kickstarter para criar plantas geneticamente modificadas que brilhavam na escuridão. A raiz da polémica que se gerou a partir dele sobre os usos apropriados das biotecnologias, Kickstarter decidiu proibir as campanhas que prometessem organismos geneticamente modificados como recompensa.